# Шаффгаузен (футбольний клуб)
Футбольний клуб Шаффгаузен (нім. FC Schaffhausen) — швейцарський футбольний клуб з міста Шаффгаузен. Клуб засновано 1896 року під назвою «Вікторія» (нім. FC Victoria).

## Історія
Шаффгаузен грав у другому за значенням дивізіоні чемпіонату Швейцарії, в Національній лізі А команда виступала з 1955 по 1957, а також в сезонах 1961/62 та 1963/64. З 2007 виступає у другому дивізіоні Швейцарії (Челедж-ліга). Найбільший успіх клубу в Кубку Швейцарії фінали 1988 та 1994 років, в обох зазнали поразки від Грассгопперу 0:2 та 0:4 відповідно. 

## Відомі гравці
- Юпп Дерваль
- Давид Фалл
- Йоахім Лев
- Роберто Ді Маттео
- Габор Герстенмаєр
- Альберт Буняку
- Фабіо Кольторті
- Марсель Герцог
- Пітер Ланг

## Відомі тренери
- Рольф Фрінгер (1990–92)
- Юрген Сібергер (2000–07)
- Пітер Шедлер (2007)
- Марко Шаллібаум (2007–08)
- Фабіан Мюллер (2008–09)
- Рене Вайлер (2009–2011)